# Czarny Kruk
Czarny Kruk – polski XVII-wieczny okręt wojenny, uzbrojona fluita. 
Był to początkowo niewielki holenderski statek handlowy typu fluita. Podczas wojny polsko-szwedzkiej, został w 1626 lub 1627 zarekwirowany przez władze polskie z powodu przewozu kontrabandy dla Szwedów, a następnie został wyposażony i uzbrojony jako okręt wojenny (w źródłach okręt ten występuje pod niemiecką nazwą: "Schwarzer Rabe"; jej polskie brzmienie jest rekonstrukcją).
"Czarny Kruk" wchodził w skład pierwszej eskadry okrętów polskich, która wzięła udział w zwycięskiej bitwie z eskadrą szwedzką pod Oliwą 28 listopada 1627. Jego kapitanem był Aleksander Blayr. Okręt nie odegrał w bitwie większej roli; podjął nieudany pościg za wycofującymi się okrętami szwedzkimi, który kontynuował najdalej z polskich okrętów.
Po bitwie, komisarze królewscy zarządzili zdjęcie z fluit połowy dział i wszystkich żołnierzy piechoty morskiej. 22 grudnia na pokładzie "Czarnego Kruka" odbyło się pierwsze z przesłuchań uczestników bitwy przez komisarzy królewskich.
15 kwietnia 1628 "Czarny Kruk" został wysłany w rejs rozpoznawczy w składzie eskadry czterech okrętów (ponadto "Panna Wodna", "Żółty Lew"  i "Feniks"). 19 kwietnia razem z "Feniksem" przyprowadził do Wisłoujścia angielski statek podejrzany o przewóz kontrabandy dla Szwedów. 
Przed 2 maja 1628, kiedy nastąpiło ustalenie nowego składu polskiej floty, "Czarny Kruk" został wycofany ze służby, rozbrojony i przekształcony ponownie w statek handlowy. Dalszy los statku nie jest ustalony.

## Dane
- pojemność: 130 łasztów (ok. 260 ton)
- długość kadłuba między stewami - ok. 30 m (106 stóp amsterdamskich)
- szerokość kadłuba - ok. 6,8 m (24 stopy)
- załoga: 35 marynarzy i do 80 żołnierzy piechoty morskiej
- uzbrojenie: 10 dział małych wagomiarów (do kilku funtów) w baterii burtowej oraz prawdopodobnie kilka miotaczy kamieni (perier) (liczba dział była zmienna w niewielkich granicach)